# Jafnafell (kulle i Island, Västlandet, lat 65,27, long -21,72)
Jafnafell är en kulle i republiken Island. Den ligger i regionen Västlandet, 130 km norr om huvudstaden Reykjavík. Toppen på Jafnafell är 324 meter över havet.
Trakten runt Jafnafell är nära nog obefolkad, med mindre än två invånare per kvadratkilometer. Närmaste större samhälle är Búðardalur, omkring 17 kilometer söder om Jafnafell. Trakten runt Jafnafell består i huvudsak av gräsmarker.